# 名古屋金利
名古屋金利（なごやきんり）とは、名古屋経済圏における金融機関の平均貸出金利、またはこれが全国の平均貸出金利を大きく下回るという低金利現象の俗称。東海地区における類似の低金利現象に、岐阜金利や三河金利がある。

## 背景
名古屋金利が生じる理由について、東海地方は借金やリスクを嫌う堅実な土地柄で企業が借金を抑えようとする傾向が強いこと、金融機関の競争が激しいことなどが背景にあるとされる。
具体的な要因としては、以下の理由が指摘される。
1. スケールメリットが大きいメガバンクや地方銀行、大型の信用金庫が多く、金融機関の競合が激しい[1]。旧東海銀行以来、強固な経営基盤を持つ三菱UFJ銀行を始め、愛知県内に本店を構える地域銀行3行（愛知銀行・名古屋銀行・中京銀行）、岐阜・三重の近隣他県の地域銀行4行（大垣共立銀行・十六銀行・三十三銀行・百五銀行）、さらに東海3県には、預金量約2兆3千億円の岡崎信用金庫、同約2兆1千億円の岐阜信用金庫など（この2金庫は域内の第二地銀に匹敵する規模の「マンモス信金」である）、預金量1兆円を超える信用金庫が4つ（ほかは瀬戸信用金庫・碧海信用金庫）あり、いずれも愛知県にて熾烈な競争を展開している。この激しい競合の結果、金利が低くなる。[要出典]
2. 借り手の特性[1]金融機関の融資対象となる企業群について、製造業の割合が全国に比べて高いこと、自己資本比率の高い事業所が多いこと、信用コストの低さが影響している[1]。
3. 無借金志向の企業の多さと堅実思考[1]無借金経営を理想とする企業のスタンスや思考が、優良企業向けの低金利に繋がっている可能性がある[1]。企業の無借金志向は、全国的な傾向であるが、名古屋圏の企業は「将来のために借りることができる余力を残しておきたい」とする志向が、他地域よりも強い。トヨタ自動車を始め、製造業を中心に優良企業が集まっており、トヨタは無借金経営企業の代表例である（なお、いわゆる「無借金」は個別財務諸表上であり、連結財務諸表上では、金融子会社などを含むため、規模相応の有利子負債が存在する）。[要出典]
4. リレーションシップ・バンキングの弱さ[1]メインバンクの集中度が低いことから、地域的な低金利が生じている[1]。
5. 保証協会付き融資比率が高いという制度融資の影響[1]東海地方に拠点を構える金融機関は、与信に関しては「保守的な判断」をする傾向にある。また他地域に比べ、「信用保証協会保証付融資の割合が高い」とする調査結果もある。いずれもデフォルト（債務不履行）の可能性が低くなり、必然的に金利も低くなる。厳密な実証なしに判断は難しいとされる[1]。

これらの要因が長期化することで、名古屋金利がロバスト性を有したと指摘される。
個人においては、借金を嫌うだけでなく。クレジットカードの利用すら拒否反応を示す人が多く、実際に乗用車程度の値段までなら「現金払いで購入しよう」とする風潮がある。そのため、企業も個人も貯蓄率が他地域より高い一方で資金需要が乏しく、金融機関の貸出競争が激化することになる。

## 実態
日本銀行名古屋支店の調査によれば、名古屋市内金融機関の2005年3月末時における既存長期及び短期融資分の平均貸出金利水準の総合比較は次の通り（カッコ内は全国平均比マイナス▲）。
- 都市銀行 - 1.270%（▲0.233%）※名古屋市内母店8カ店のみ
- 地方銀行 - 1.821%（▲0.115%）
- 第二地銀 - 1.946%（▲0.385%）
- 信用金庫 - 2.162%（▲0.426%）